# Т-90 (легкий танк)
Т-90 - радянський експериментальний зенітний танк, розроблений групою конструкторів під керівництвом Анатолія Івановича Савіна за дорученням Семена Захаровича Гінзбурга. Розроблявся як мобільний засіб протидії ворожій авіації та піхоті.

## Історія створення
Ідея про створення кулеметних танків, які могли протистояти не тільки піхоті, а й авіації, виникла в СРСР ще 1942 року, і розробляти Т-90 розпочали лише у травні 1942 року з ініціативи Семена Захаровича Гінзбурга. За створення танка взялася група конструкторів під керівництвом Анатолія Івановича Савіна, який на той момент був головним конструктором Горьківського артилерійського та машинобудівного заводу № 92 (зараз — Нижньогородський машинобудівний завод ). Перший зразок Т-90 було збудовано до листопада 1942 року. Танк проходив експлуатаційні тести (пробіг та стрілянина) з 12 до 18 числа. Було настріляно по 400 куль за наземними та повітряними мішенями. Було перевірено стрілянину при піднесенні зброї та одночасну з двох кулеметів.
На випробуваннях на точність стрільби за наземними цілями Т-90 показав гірші результати, ніж від нього очікували конструктори, а у стрільбі за повітряними цілями Т-90 показав результат всього 10 % попадань (як порівняння, у більш старих і розроблюваних для боротьби з піхотою Т-60 – 40 %, а у Т-70  – 30 %).
За підсумками, Савіну та його команді було запропоновано доопрацювати цей танк. Але доопрацювання йшло досить повільно, через що в лютому 1943 автобронетанкове управління втратило інтерес до такого типу машин.

## Де збереглись до нашого часу
Донині випущений екземпляр не зберігся. Макет легкого танка Т-90 зберігається у Музеї військової та автомобільної техніки УГМК у Верхній Пишмі. Точну копію машини створили з оригінальних частин легкого танка Т-70 на основі креслень та світлин. 